# Claressa Shields
Pour les articles homonymes, voir Shields.
Claressa Shields est une boxeuse américaine née le 17 mars 1995 à Flint dans l'État du Michigan. Elle est double médaillée d'or aux Jeux olympiques en 2012 et 2016. Également double championne du monde, la dominante boxeuse amateur en poids moyens passe professionnelle en novembre 2016. Championne du monde WBA et IBF en moyens, Shields est toujours invaincue chez les pros.

## Biographie

### Jeunesse et débuts
Claressa Shields naît le 17 mars 1995 à Flint. Jusqu'à l'âge de 5 ans, elle est incapable de parler. Elle n'a pas de lit pour dormir et dort souvent sur le plancher de sa maison. Son père, Clarence, est longuement absent de son enfance, passant sept des neuf premières années de Claressa en prison. Alors qu'elle a 11 ans, ce dernier lui parle de Mohamed Ali et de sa fille Laila, ce qui lui fait commencer la boxe pour qu'il puisse vivre sa vie à travers elle,. Dans la salle locale de Berston Field House de Flint, elle est entraînée par Jason Crutchfield, ancien champion local de boxe.

### Double championne olympique (2012-2016)
Âgée de seize ans, Claressa Shields remporte le titre de championne des États-Unis et se qualifie pour le tournoi olympique des Jeux de Londres en 2012 dans la catégorie des poids moyens. Plus jeune boxeuse du tournoi à seulement 17 ans, elle domine ses trois combats pour remporter le titre olympique,. Pour les débuts de la boxe féminine aux Jeux olympiques, elle devient la première boxeuse américaine à remporter une médaille d'or. En finale, elle s'impose face à la Russe Nadezda Torlopova sur le score de 19 touches à 12 grâce à sa puissance et sa vitesse. Si ce succès est une grande consécration pour la boxeuse, il ne lui permet pas de faire déménager sa famille loin de Flint.
Déçue de ne pas trouver un soutien suffisant de sponsors pour changer de vie, Shields part pour un deuxième cycle olympique. En 2013, elle devient mère d'une fille qu'elle prénomme Klaressa. Sur le chemin de Rio, elle devient championne du monde en Corée du Sud et est désignée boxeuse du tournoi. Au premier tour, l'entraîneur adverse lance la serviette après seulement 11 secondes. La boxeuse américaine est de nouveau la grande favorite du tournoi olympique des Jeux de Rio en 2016. En finale, elle s'impose face à la Néerlandaise Nouchka Fontijn à la décision unanime (40-36, 39-37, 39-37),.

### Carrière professionnelle
Double championne olympique, Claressa Shields se lance dans le monde professionnel en octobre 2016 en étant le visage de la boxe féminine aux États-Unis,. Tentée par l'idée de faire le triplé olympique et de marquer l'histoire, elle préfère suivre un autre objectif : remporter des titres mondiaux dans trois catégories de poids différentes. Elle commence sa carrière professionnelle à Las Vegas dans la carte du combat entre Sergey Kovalev et Andre Ward. 
En août 2017, Shields est à l'affiche de la soirée intitulée ShoBox: The New Generation diffusée par la chaîne américaine Showtime. Elle remporte deux titres mondiaux en poids super-moyens dès son quatrième combat professionnel en battant Nikki Adler par KO dans la cinquième reprise, une ascension fulgurante jusqu'à un titre mondial dans la boxe professionnelle. En janvier 2018, elle défend ses titres avec succès contre Tori Nelson. Jusqu'alors invaincue, Nelson s'incline pour la première fois de sa carrière, encaissant 186 coups de poing en dix reprises. Dans ce combat, Claressa Shields attaque constamment le corps de son adversaire et multiplie les combinaisons. Touchée sur un coup de tête, elle recule pour éviter de se blesser alors qu'elle maîtrise complètement le combat.
Après une victoire contre la boxeuse canadienne Marie-Eve Dicaire (en), Claressa Shields s'essaie au arts martiaux mixtes dans la Professional Fighters League. Après une victoire et une défaite en MMA, elle signe un contrat avec la chaîne de télévision Sky Sports pour la diffusion de ces deux combats suivants de boxe anglaise.

## Palmarès

### Amateur
Jeux olympiques
- Médaille d'or en -75 kg aux Jeux de 2012 à Londres, Angleterre.
- Médaille d'or en -75 kg aux Jeux de 2016 à Rio de Janeiro, Brésil.

Championnats du monde
- Médaille d'or en -75 kg aux Championnats du monde de boxe amateur 2014 à Jeju, Corée du Sud.
- Médaille d'or en -75 kg aux Championnats du monde de boxe amateur 2016 à Astana, Kazakhstan.

Jeux panaméricains
- Médaille d'or en -75 kg aux Jeux panaméricains de 2015 à Toronto, Canada.

### Professionnel
- Championne du monde WBC et IBF des poids super-moyens depuis le 4 août 2017.
- Championne du monde WBA et IBF des poids moyens depuis le 22 juin 2018.

## Liste des combats professionnels
| 15 combats      | 15 victoires | 0 défaites |
| Avant la limite | 2            | 0          |
| Sur décision    | 13           | 0          |

## Médias
Son parcours et son obtention de sa première médaille d'or aux Jeux olympiques de Londres en 2012 a été l'objet d'un documentaire nommé T-Rex sorti en 2015 et d'un long métrage nommé The Fire Inside (en), sorti en 2024.